# Ђевђелија
Ђевђелија (мкд. Гевгелија) је град у Северној Македонији, у југоисточном делу државе. Ђевђелија је седиште истоимене општине.

## Природне одлике
Град Ђевђелија се налази на у југоисточном делу Северне Македоније, на самој граници са Грчком. Град је на је 70 km северно од Солуна, а на 165 km југоисточно од Скопља, главног града државе.
Рељеф: Ђевђелија се сместила у области Бојмија. Град се сместио у Ђевђелијско-Валандовском пољу, које образује реке Вардар. Западно од града издиже се Кожуф Планина.
Клима: У Ђевђелији влада оштрији облик средоземне климе.
Воде: Кроз саму Ђевђелију протиче речица Доњи Вир, која се југоисточно од града улива у Вардар.

## Историја
Подручје Ђевђелије је било насељено још од праисторије. Међутим, данашњи град је релативно млад. Све до краја 19. века Ђевђелија је била село насељено македонским живљем.
Значајну прекретницу у развоју насеља представља градња железничке пруге Скопље — Солун 1873. године када Ђевђелија постаје значајно саобраћајно чвориште. По опису из 1931. године Ђевђелија је имала велику опремљену једноспратну жељезничку станицу, у којој су се налазили: чекаонице за све три путничке класе, бифе и мењачница, простор за канцеларије жељезничара, простор за грчку станицу, царинарница и комесаријат полиције. На спрату су била два конфорна стана за саобраћајно особље.
Број становника у Ђевђелији је услед слабог природног прираштаја слабо растао. Било је у месту 1890. године 4.200 житеља, а 1912. године - 5188 душа. Демографски пад као последица ратног страдања види се у попису из 1921. године - број становника је преполовљен и има их тада само 2792. Али колонизација доноси нову прекретницу а градић се обнавља да буде по броју становника као и пре рата. Има их у попису из 1931. године 5011.
У градићу је децембра 1897. године отворена српска народна школа. Водоосвећење је у присуству изасланика турске царске власти том приликом обавио прота Ђорђе Станковић. На школском здању постављена је табла са називом на турском и српском језику. Власник школе је био Риста Цица Наумовић, а "одговорник" школе Нако Дељевић. Први предавачи у школи постали су учитељ Јовићевић и учитељица Даринка Лазић. Уписало се 125 ученика прве школске године, од којих 55 девојчица. Управитељ и "одговорник" српске школе 1899. године био је Сима Михаиловић.
У градићу је 1899. године православна црква посвећена Христовом Св. Спасу, при којем су служила три свештеника. На школској слави 1900. године кум је био (домаћин) лебар Риста Мицић.
Пре Првог светског рата у месту је била турска основна школа, са њиховим учитељима. Били су то 1914. године: Мустафа Рази, Осман Нури и Фатима Амед. Они су те године, по одлуци српског министра преведени за вероучитеље муслиманске деце. Муфазера Амед је била разрешена учитељске дужности.
Након Првог балканског рата Ђевђелија је била тромеђа српско-грчко-бугарска, и ту су поред српске ослободилачке војске (прва је ушла у градић) гарнизоне имали и Грци и Бугари. У месту је био штаб српске Тимочке дивизије, другог позива, под командом пуковника Трифуновића. Тако је било до бугарског напада, којим је започео Други балкански рат.
По административној подели "Нове Србије" из септембра 1913. године, образован је Кавадарски округ са седиштем у Кавадару, а у његовом саставу Ђевђелијски срез, са седиштем у Ђевђелији. Тај поредак се није мењао док је постојала Краљевина Југославија. Власт је преузела Краљевина Србија, која најпре доводи своје стручне кадрове, као поуздане носиоце поверљивих функција. За комесара Жељезничке полиције постављен је 1913. године у Ђевђелији, Сава Томић бивши вице-конзул у Солуну. Управник поште у Ђевђелији 1914. године био тада Милорад Јовановић.
За време Првог светског рата Бугари су 1916. године порушили све минарете турских џамија у Ђевђелији, наводно из војних разлога. Иза Турака су остале у Ђевђелији као сведоци трајања, рушевине џамије и Сезаир-беговог конака (1937).
Бугари су непрекидно радили против Срба у Јужној Србији, с времена на време шаљући озлоглашене комите. Ови су бирани "с коца и конопца" и били су познати по свирепости, нарочито према женама и старцима. Бугарске комите су током 1924. године изазвале, поред насиља над људима, и пожаре у Ђевђелији, где су изгорели велики робни магацини. Затим су 16. септембра 1927. године усред Ђевђелије, бацили експлозивну направу у хотел "Нови Београд". То вече је у хотелској кафани седео народни посланик Игњат Стефановић са друштвом, када је експлодирала са стране остављена црна торба. Том приликом су два лица страдала теже, а седам лакше. Истрага је довела до организације "Македонствујушћих", која је имала свој илегални одбор и у Ђевђелији. Радило се о групи "Младешке организације" која је имала и свој "Устав", над којим су се клели. Њу је открио један од учесника, Јордан Гавриловић поштански службеник. Суђено је у Скопљу 1927. године повећој групи студената и интелектуалаца, који су били оснивачи и подстрекачи терористичких акција. Дана 27. новембра 1927. године две бугарске комите су убиле, револверским пуцњима усред Ђевђелије, испред његове куће Ристу Глигоровића казанџију. 
Умро је у Ђевђелији 1932. године Анђел Делимировић учитељ, национални борац и председник "Удружења против бугарских бандита", основаног 1928. године у Скопљу. Био је онај први ђак нове српске школе у Солуну 1893. године. У свом родном селу Грчишту у турско време, отворио је српску школу, и у њој радио као учитељ. Супротставио се бугарским комитама први пут, онда кад су му претили смрћу због тога што држи српску школу. Он је то категорички одбио ненаоружан, гледајући у очи седам наоружаних комита. Због показаног јунаштва у рату и миру, прозвали су га Бугари - "Дели Мара". Остатак живота се борио против њихових комитских група, које су терорисале погранично српско становништво на југу земље. У Ђевђелији у православној цркви Св. Ћирила и Методија, освештана је 1928. године застава месног пододбора његовог "Удружења против бугарских бандита".
Почетком октобра 1933. године упало је на територију Југославије, 15 бугарских комита предвођених војводом Стојаном Мандаловим. Они су код Ђевђелије покушали да изврше диверзију, и поставили "паклену машину" на жељезничкој прузи, која се међутим није активирала. Затим су једно вече бацили бомбу на корзо пред градску кафану "Ослобођење", где су од експлозије погинуле две особе а пет рањено. Та група је брзо откривена и разбијена, а главни атентатор ликвидиран.
Земљотрес је погодио целу Стару Србију 8. марта 1931. Штете је материјалне било много и у Ђевђелији, али је прошло без жртава. Десио се у Ђевђелији незабележен дотад природни феномен: ужасна подземна бука и грмљавина непосредно пред земљотрес су истерали становнике из домова и зграда напоље, тако да су били чудом спашени. Изгледа да је тај земљотрес изазвао велику, незапамћену сушу у Ђевђелији, крајем следеће 1932. године, када су скоро сви бунари пресушили. Земљотрес је био и септембра и децембра 1932. године, али са малом штетом. Опет је био земљотрес и првих дана маја 1933. године увече, и није било веће штете у граду.
Због грчко-италијанског ратног сукоба 1940. године, који се одвијао на мору и копну, било је последица по Југославију. Италијански авиони су бомбардовали Битољ, где је било велике материјалне штете и десетак погинулих људи. Код Ђевђелије се од 30. октобра чула велика бука од пуцњаве, топовске паљбе и детонација са грчке стране границе.
1912. године Ђевђелија се са околином припаја Краљевини Србији, касније Југославији. Од 1991. године град је у саставу Северне Македоније.

### Свиларство
Ђевђелија је била један од центара свиларства у Старој Србији. Ту се производило око милион ока сирових чаура, и извоз је ишао директно у свет, јер се радило о првокласној роби. У турско време свилене чауре су плаћане у злату; у "наполеонима" или турским "лирама". По путописцу Хану, 1863. године у Ђевђелији је било девет великих свилара (предионица свиле). Зато је у ђевђелијском крају било пуно дудова, на улицама, уз друмове, у баштама или "дударама". Дударе су редовно издаване у закуп. Али Први светски рат је све пореметио; по стручним проценама уништено 2/3 дудовог дрвета, чије се лишће користило за исхрану гајених свилопреља (свилених буба). То је највише угрозило ту атрактивну производну грану. Срушен је у балканском рату 1912. године тамошњи погон "филатуре" – за одмотавање свиленог конца. Недостајали су иначе дудови и њихове саднице, јер су се по обичају брали лесторасти (гранчице са листовима), па није било плодова са семеном. У граду је 1914. године било десет произвођача семена свилобубе. Постојала је ту и Фабрика за одмотавање свиленог конца, донета из Сегедина, одмах после Првог светског рата, али је после уништена. Расадници дудова су производили саднице дудове које су биле врло тражене. Иако је то и виноградарски крај, дуд је био далеко атрактивнији од винове лозе. У Ђевђелији су се сретала и маслинова дрвета, која су нек била корисна али су временом, давно подивљала.
Повлачењем грчке границе надомак места, изгубљено је економско залеђе и производња свиле је пала.

## Срби у Ђевђелији
Откако се ослободила од вишевековне турске окупације, варошица Ђевђелија је доживела процват. Видело се шта значи живот у слободи. Период између два светска рата Ђевђелију је вратио у нормалан живот и цивилизацију, и то се могло видети на свим пољима. Због свог граничног положаја, постала је Ђевђелија атрактивно место, од већег значаја, у које се досељавају не само чиновници него и амбициозни људи из свих крајева нове државе. Ту је било седиште државне царинарнице, која је 1933. године изградила и освештала велику управну зграду, за своје повећане потребе. Нова држава је по организационој шеми имала тада у том пределу: Главну царинарницу у оближњем Солуну, а у Ђевђелији је била Царинарница I реда. Ту су радили цариници и помоћни цариници, са пратећим особљем. Освалд Репић је постављен 1926. године за среског ветеринара и вршиоца дужности граничног ветеринара Ветеринарске граничне станице у Ђевђелији.
У Ђевђелији је био непрекидно из безбедносних разлога војни гарнизон, а командант места 1931. године беше потпуковник Милан Марковић. Поред границе је била караула "Марково језеро", по којој се памти један трагичан догађај. Ту су надомак карауле крајем октобра 1938. године, у снежној олуји смртно страдали - смрзли се: пуковник Кујунџић, поручник Никитовић и један војник, а са тешким промрзлинама завршили у скопској болници, капетан Илић и још два војника.
Срески начелник у Ђевђелији 1914—1916. године био је правник Витор Костић, па опет он на крају рата 1918—1919. године. Године 1929. то је био Милан Радивојевић, а 1931. срески начелник је Живојин Петровић. 
Новоотворени Срески суд у Ђевђелији је почео 1934. године свој рад. Грађани више нису морали путовати у Кавадар. Старешина суда је био Бранко Тодоровић, а судија Михајло Васиљевић.
Градић и његова околина су били до тада познати по свиларству и воћарству, дакле пољопривреди. Постојао је велики државни расадник, са новом великом управном зградом подигнутом 1931. године. Држава је подигла убрзо по окончању рата, један дудов расадник у том месту, који је годишње бесплатно делио до 25.000 младара. На југу нове државе су била три надзорништва свиларства, од којих је једно било у Ђевђелији. Благоје Дородевић је био извесно време надзорник свиларства у Ђевђелији и околини. Готово свака породица се бавила свиларством, као додатним извором прихода. У то време је било породица које су саме производиле и по 1000 ока сирових "мехурака" (чаура), од којих се могло лепо живети. Постојала је 1922. године у граду модерна, Пелегринова машина за убијање чаура, са топлим ваздухом. Он је била власништво месног Српског свиларског друштва. Помиње се од 1931. године у Ђевђелији, Обласна пољопривредна свиларска задруга, са Свиларским домом. Њен председник 1934. године је био Бора Ђурашковић. Године 1938. у Ђевђелији постоје две свиларске задруге, које воде бригу о производњи чаура. Ђевђелија је имала особену микроклиму, па су ту успевали и памук, дуван, маслине, нар, смокве. За потребе откупа дувана у граду је 1910. године аустријска фирма "Херцог и друг" (заједно са Французима), подигла огромно складиште. За време Првог светског рата, у њему је била смештена војна болница. Када је 1915. године наређено повлачење, Французи су запалили ту огромну зграду. Државни монопол је подигао друго складиште у Ђевђелији тек 1926. године. Пред Други светски рат било је проблема са складиштењем дувана, јер ђевђелијска Дуванска станица, опет није имала довољне магацинске капацитете. Средином 1940. године спремана је градња још једног монополског, великог складишта у Ђевђелији.
Постојала је у том крају и развијена производња памука, а у Ђевђелији је било машина за одвајање семена од влакана памука. 
Откупом памука на мало, бавили су се пре рата тамошњи трговци Димитрије Хаџи Ноковић, Тодор Петровић и Глигор Арнаутовић. Ту је 1937. године основана "Задруга за производњу и прераду памука", као интересно удружење. Прокупчанин Коста Јанчић је по властитој жељи провео неколико година у Ђевђелији (1922—1927), радећи као Срески економ. Тај стручњак са високом школском спремом јер унапредио привреду града и среза. Школовао се током Првог светског рата у Француској, где је после српске гимназије у Сен Жану, завршио Вишу пољопривредну школу у Грињону, крај Париза. Био је и редовни члан Српског пољопривредног друштва од 1922. године, претплатник и сарадник часописа "Тежак". 
Основано је 1924. године у Ђевђелији једно друштво за предстојеће експлоатисање азбеста, на терену у околини Кавадара. Године 1931. отворена је уз помоћ кредита, и велика модерна "Пекарница" у Ђевђелији.
У месту је између два светска рата радила Народна школа, која је пред Други светски рат преименована у ОШ "Краља Петра Великог Ослободиоца". За време Турака ту је постојала српска основна школа, њен власник је био Ристо Наумовић - Цица. Али убили су га после претњи "бугараши", 25. маја 1898. године. Сачекали су га то вече пред кућом и напали ножевима и револверима. У српској школи је након тога радила учитељица Катарина Петровић (положила учитељски испит 1901). У ослобођеној Ђевђелији, онда долазе учитељски кадрови из Србије. То је нова "ера" ђевђелијске народне школе, у којој раде: Ленка Марковић (1913), Даринка Поповић (1913), Димитрије А. Поповић (1914), 
Године 1922. било је седам учитеља, од којих један Рус. Постоје два мушка и два женска одељења. Коста Васиљевић је био 1933. године управитељ основне школе у граду. Радило је ту и забавиште, са једном забавиљом, које су се као и учитељи и професори често мењали. 
Срески школски надзорник је био 1933—1939. године Стеван Тановић. Тановић је 1912. године написао етнолошки рад под називом "Обичаји у Ђевђелији", који ће изаћи у "Етнографском зборнику". Током каријере је још писао и објављива краће педагошке чланке.
Народна читаоница у Ђевђелији имала је проблема у раду, због незаинтересованости чланова (1933—1934). Тако није могла да одржи годишњу скупштину, ни из петог покушаја.
У Ђевђелији је постојала непотпуна Реална гимназија, од новембра 1913. године. Први директор Глигорије Хаџи Ташковић је 1914. године одликован краљевским Орденом Св. Саве V реда. Школске 1914/1915. године у тој гимназији је отворен 4. разред, тако да постаје - четвороразредна од тада. Коста Марић професор и директор по молби је 1922. године премештен у Београд. Директор те гимназије Делимир Лазаревић је по службеној дужности 1921. године био у Битољу, а онда опет 1922. године у Струмици. Њен професор и директор кратко те 1924. године био је Тодор Самарџић. Драгослав Илић је 1924. године као директор ђевђелијске гимназије, прешао такође у главни град. Ђаци гимназије - млади дилетанти су 1924. године у својој сали извели "Снежану", оперу-бајку по П. Крстићу. Декор је направио и музику спремио наставник музике у гимназији, Сергије Михајлов. Године 1926. затворен је један разред у тој гимназији. Школски лекар те гимназије био је 1927. године др Трифун Грковић, па нови исте године, др Божидар Арамбашић. По табели предавача гимназије у Ђевђелији, са почетка 1930. године, види се да је професор и директор Душан Поповић, са којим раде још два професора, пет суплената и један учитељ вештина. Нови директор Александар Ковачевић дошао је из Скопља 1933. године. Он је одмах по доласку добио и краљевски Орден Св. Саве IV реда.
У градићу је после ослобођења радила локална "Ђевђелијска банка" (1924—1926).
Здравствена станица је основана у Ђевђелији 1928. године. Имала је задатак да се бори против пошасти маларије и туберкулозе. Општина ђевђелијска је расписала конкурс 1929. године, за изградњу електричне централе, која ће обезбедити осветљење града.
Дан уједињења 1928. године је прослављен свечано и у Ђевђелији. На служби у храму Св. Ћирила и Методија, појало је градско Певачко друштво "Престолонаследник Петар". Лепу проповед је изговорио други парох Парђевић. Под командом команданта места потпуковника Милојевића, изведен је мали дефиле месне гарнизонске трупе. Одржан је након програма свечани пријем у општини. Увече је месно Соколско друштво "Душан Силни", приредило свечану соколску академију.
Посетио је Ђевђелију 23. јула 1931. године Патријарх српски Варнава. Хтео је да види како се обнавља Јужна Србија од земљотреса. Дочекали су га пред градском црквом "први људи" града: командант места потпуковник Васа Војновић, председник општине Ђевђелије Коста Таралајковић, бански већник Анасташевић, намесник поп Јанко Брежанчић и други. Поп Јанко је саставио једну пригодну песму, посвећену Патријарху коју је рецитовала једна мала ученица. Патријарх је после свечане литургије и трпезе, одсео у тамошњем "Митрополијском дому".
Постојало је још од ослобођења у Ђевђелији, женско добротворно удружење "Коло српских сестара", које је касније добило свој дом за окупљање. Још 1928. године покренуле су пожртвоване градске даме акцију на нивоу државе, да им се подигне друштвени дом. Дом је градио пододбор у Ђевђелији током 1933—1934. године, а у згради је пола простора било опредељено за канцеларије, а половина за учионицу женске Занатлијске школе. Било је то под вођством председнице Јелене Даљевић. На челу тог удружења стајале су 1939. године: председница Илинка Ђуричковић, потпредседница Драгана Јосифовић а секретарка учитељица Борка Марковић. Удружење жена је тада организовало Курс за добровољне болничарке - за 40 чланица "Кола", и помагало рад тамошње Женске занатлијске школе, коју је похађало 50 ученица. 
Занатлијска школа у Ђевђелији је отворена већ 1915. године, у позадини за време Првог светског рата, од стране државе Србије. 
Основано је средином 1937. године Удружење четника за срез Ђевђелијски, на иницијативу среског начелника Илије Ивановића. Он је изабран за председника пододбора. Маја 1938. године свечано је освећена четничка застава, чији је дародавац и кум био Стојан Нешић адвокат из Београда, иначе генерални секретар Удружења. Свечаности је присуствовао и председник Удружења, стари комитски војвода Коста Пећанац. На Видовдан исте године, освештали су спомен-плочу погинулим четничким војводама, четницима и српским националним радницима са српског југа - било укупно 50 уклесаних имена. 
Златном медаљом за грађанске заслуге Краљ Александар је одликовао 1933. године Јову Гргића и Уроша Јолића из Ђевђелије. 
Месни пододбор Јадранске страже постојао је у граду. Своју друштвену славу Ђурђевдан прославили су чланови резањем колача у цркви. Домаћин славе је био те 1931. године Франговић месни књижар, а парох Брежанчић је чинодејствовао. 
Од ослобођења у Ђевђелији основано Дилетантско друштво, али које није деловало због немаштине. Међутим, када је у град дошао цариник Сава Павловић обновљен му је рад. Павловић је био и оснивач и глумац, и његовом заслугом одиграна је прва представа "Обичан човек", 1932. године.
Дана 29. јуна 1926. године ђевђелијски фудбалски клуб "Кожух" је на домаћем терену изгубио утакмицу од резерви (играча) скопског "Грађанског", са 3 : 2. Клуб "Кожух" је 1934. године имао 80 чланова, а председник је био Бора Костић. У граду је 1932. године основана Стрељачка дружина, за којом је владало велико интересовање, и учланило се одмах 127 чланова.
Соколско друштво у Ђевђелији је 1931. године освештало своје заставе (старијих вежбача, подврсника...) и одржало помен изгинулим војницима и родољубима у сва три рата, на тамошњим војним гробљима. Оно је одржало крајем априла 1933. године у згради Државне гимназије, демонстрациони "јавни час" испуњен соколским вежбама. На скупу је говорио просветар друштва Десимир Павловић. А крајем те године, изграђен је за њихове потребе нови Соколски дом, на плацу купљеном од Вакуфске дирекције из Скопља.
У Ђевђелији је један млади пиљар Ђорђе Хаџимитовић постао познат, јер се бави сликањем. Између осталог, тај сиромашни младић насликао је 1934. године "Портрет Престолонаследника Петра" и послао га у Београд, као поклон.
У Ђевђелији је 1933. године основана добровољна Ватрогасна чета, пред којом је било много задатака, судећи према ранијим немилим дешавањима у граду.

## Становништво
Ђевђелија је према последњем попису из 2021. године имала 15.156 становника.
| Национални састав према попису из 2021.‍ | Национални састав према попису из 2021.‍ | Национални састав према попису из 2021.‍ | Национални састав према попису из 2021.‍ | Национални састав према попису из 2021.‍ |
| --------------------------------------- | --------------------------------------- | --------------------------------------- | --------------------------------------- | --------------------------------------- |
|                                         |                                         |                                         |                                         |                                         |
| Македонци                               | Македонци                               |                                         | 13.621                                  | 89,9%                                   |
| Аромуни                                 | Аромуни                                 |                                         | 260                                     | 1,7%                                    |
| Срби                                    | Срби                                    |                                         | 196                                     | 1,3%                                    |
| непописани                              | непописани                              |                                         | 855                                     | 5,6%                                    |

Претежна вероисповест месног становништва је православље.

## Галерија
- Градски парк
- Грчка школа „Цуфлија“ почетком 20. века
- Банка у Ђевђелији
- Ђевђелија 1930. е